# Almoneda
Se llama almoneda a la venta pública de bienes muebles que se hace con intervención de la justicia, adjudicándolos al que ofrece mayor precio. 
También se llama así a la venta particular y voluntaria de alhajas y trastos que se hace sin intervención de la justicia. Antiguamente, no era otra cosa que el mercado o venta que se hacía de las cosas y despojos ganados al enemigo en la guerra. Poníanse alrededor de una lanza todas las alhajas de la presa o botín, se tasaban por peritos en su justo valor, y se adjudicaban al que daba mayor suma, la cual se repartía entre los que habían concurrido a la ocupación de aquellas.